# Lisicles (siglo V a. C.)
Lisicles (¿? - 428 a. C., griego antiguo: Λυσικλῆς) fue un general ateniense y jefe de la facción democrática de la ciudad. Vivió en el siglo V a. C. y posiblemente gozó de la amistad de Pericles. 
Según Esquines socrático, vivió con Aspasia tras la muerte de Pericles y tuvo un hijo con ella. Esquines socrático atribuyó a Aspasia el éxito político de Lisicles.
Durante la guerra del Peloponeso, Lisicles fue uno de los «halcones»; estaba convencido de que la guerra contra Esparta, la cual no podía ocultar su envidia por la preeminencia de Atenas, era inevitable. Aristófanes se mofó de él y le llamó «vendedor de borregos».
Lisicles murió en combate en el 428 a. C. Los atenienses habían enviado doce barcos a sus órdenes para recaudar fondos de sus aliados para el asedio de Mitilene, al mando de Lisicles y otros cuatro estrategos. Según relata Tucídides: 

Lisicles en su misión de recaudación, navegó por diversos lugares, pero al internarse desde Miunte, en Caria, a través de la llanura del río Meandro hasta la colina de Sandio, fue atacado por los carios y los aneitas y pereció con muchos de sus hombres.